# Vepris hiernii
Vepris hiernii là một loài thực vật có hoa trong họ Cửu lý hương. Loài này được Gereau mô tả khoa học đầu tiên năm 2001.